# Nosy Sakatia

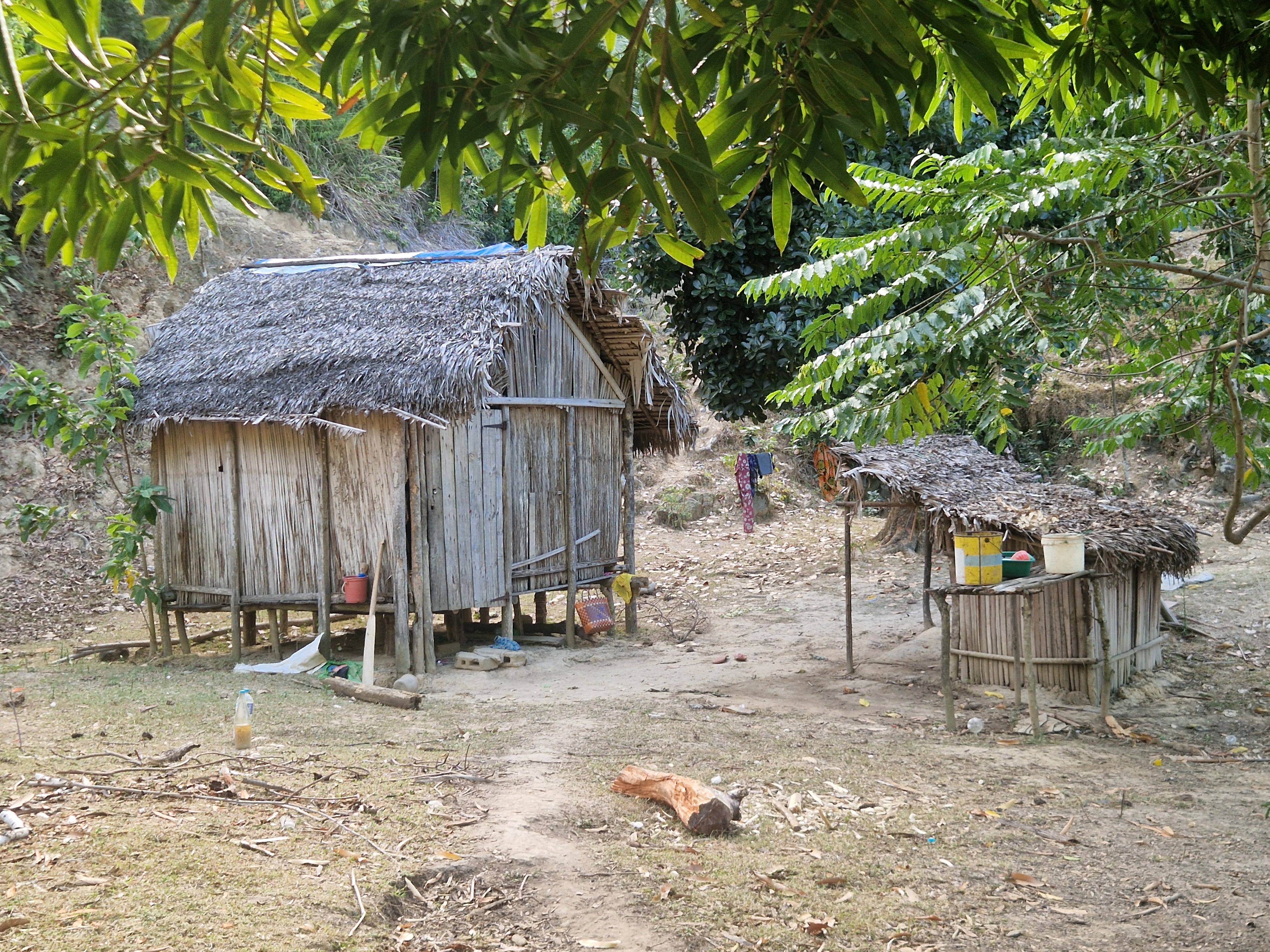
Beach and small village on the island Nosy Sakatia

Nosy Sakatia is een eiland van Madagaskar in de Straat Mozambique, behorend tot de Indische Oceaan. Het eiland behoort administratief tot de gemeente Nosy Be in de regio Diana. Het eiland ligt 1 kilometer ten westen van Nosy Be. Nosy Sakatia is zes kilometer lang en twee kilometer breed. Op het eiland leven ongeveer 300 mensen, verdeeld over drie dorpen die leven van zowel de visserij als de landbouw. 
Men kan hier snorkelen, wandelen en diepzeeduiken, zo is er een NAUI-vestiging op het eiland. Het binnenland is vrij heuvelachtig en in de bossen in het zuiden komen vleerhonden voor en Brookesia minima (de kleinste kameleon ter wereld).

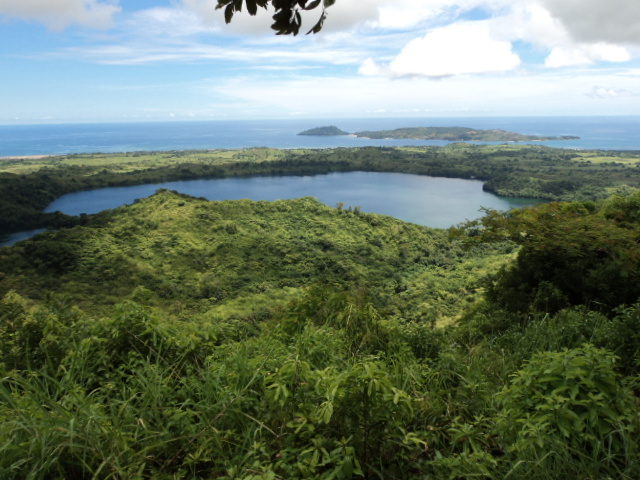
Nosy Sakatia op de achtergrond, gezien vanaf Mont Passot. Op de voorgrond het Amparihibemeer.